# Lliga Internacional Contra el Racisme i l'Antisemitisme
La Lliga Internacional contra el Racisme i l'Antisemitisme (LICRA) fou establerta en 1927. La LICRA s'oposa a l'intolerància, la xenofòbia i l'exclusió social.

## Història
En 1927, el periodista francès Bernard Lecache va crear una organització, la "Lliga Contra els Pogroms", i va engegar una campanya dels mitjans de comunicació en suport del jueu Sholom Schwartzbard, l'assasí que va matar el polític i militar ucraïnès Simon Petliura, el 25 de maig de 1926 en el barri llatí de París. Schwartzbard va creure que Petliura, era d'alguna manera, el responsable dels nombrosos pogroms que van tenir lloc a Ucraïna durant la Guerra Civil russa.
Després de l'absolució de Schwartzbard, la lliga es va convertir en LICA (Lliga international contra l'antisemitisme). Schwartzbard va ser un destacat activista en aquesta organització.
En 1931, LICA ja comptava amb 10.000 subscriptors en tota França. Era un poder sòlid durant la batalla entre les lligues en febrer de 1934. Després de 1932, LICA es va convertir en LICRA, però el nom va ser canviat oficialment només en 1979 durant la presidència de Jean Pierre-Bloch (1968-1992).
En setembre de 1939, amb l'inici de la Segona Guerra Mundial, nombrosos subscriptors de LICRA es van mobilitzar, i molts van ser membres de la Resistència francesa durant la guerra. Durant l'ocupació alemanya de França, LICRA va ser prohibida pel govern de Vichy del mariscal Philippe Pétain, i va haver de reorganitzar-se clandestinament per ajudar a les víctimes de les mesures racials nazis, en particular, amagant-los fora de París, proporcionant-los documents d'identitat falsos, i ajudant-los a escapar a Suïssa, Espanya, i Anglaterra.
En 1972, una llei va autoritzar a LICRA a proveir assessorament a les víctimes d'actes racistes durant les seves compareixences davant dels tribunals. LICRA va rebre una considerable atenció mediàtica durant el cas de LICRA vs Yahoo!, en la que va presentar càrrecs contra Yahoo! per vendre objectes nazis a les persones a França en violació de les lleis franceses, propostes i aprovades per LICRA.
LICRA segueix lluitant contra el neonazisme i la negació de l'Holocaust. Això va quedar demostrat quan va recolzar al matrimoni Klarsfeld, i durant el judici de Klaus Barbie en 1987.
En els últims anys, LICRA va intensificar les seves accions internacionals mitjançant l'obertura de seccions a l'estranger, a Suïssa, a Bèlgica, a Luxemburg, a Alemanya, a Portugal, a Quebec i més recentment a Congo Brazzaville i a Àustria.
Des de 1999, amb l'arribada del president Patrick Gaubert, LICRA ha ampliat la seva àrea d'acció. Ara s'ocupa de qüestions socials com la discriminació en el treball, la ciutadania i els joves desfavorits. Des de 2010 el nou president és Alain Jakubowicz.

## Comissions
- La comissió d'ajuda psicològica recolza a les víctimes d'actes racistes o antisemites que es troben aclaparats.
- La comissió jurídica examina i decideix si de demandar o no a la parla o l'escriptura racista. També pot ajudar a les víctimes donant-los assessorament jurídic.
- La comissió de la joventut va ser creada després dels esdeveniments del 2002, amb la finalitat de complir amb la seva falta de subscriptors joves. Realitza accions locals i nacionals perquè els joves siguin més sensibles a les qüestions de racisme i l'antisemitisme. Aquesta comissió reuneix als subscriptors de 16 a 30 anys, cada segon diumenge del mes.
- La comissió de memòria històrica, drets humans i història, creada en 1986, informa i capacita a tots els membres de la LICRA. Les seves accions de prevenció són:
  - Oferir informació històrica dels membres,
  - Compartir experiències en matèria de racisme o antisemitisme relacionades amb llibres, fotos i vídeos,
  - Promoure la difusió del coneixement històric amb els mestres i els estudiants.
- La comissió esportiva tracta de mantenir l'esport com a eina d'integració. Condueix les accions de prevenció de la violència en els estadis. Lluita contra el comunitarisme, i en contra d'aquells que utilitzen l'esport com a mitjà de reclutament i infiltració. A Europa, LICRA representa a França en la xarxa europea contra el racisme en el futbol (en anglès: Football Against Racism in Europe) (FARE)
- La comissió d'educació, fa que els joves siguin més conscients dels valors republicans.

## Presidents
- Bernard Lecache (1927–1968)
- Jean Pierre-Bloch (1968–1992)
- Jean-Pierre Pierre-Bloch, fill de Jean Pierre-Bloch
- Pierre Aïdenbaum (1992–1999)
- Patrick Gaubert (1999-2010)
- Alain Jakubowicz (des del 2010)

## Objectivos i recursos
L'objectiu de la LICRA és romandre en estat d'alerta permanent respecte a qualsevol tipus de discriminació. Lluita contra el racisme quotidià i la banalització dels actes xenòfobs. Ajuda a les víctimes la majoria de les vegades no són conscient dels seus drets. Es para esment a qualsevol discurs racista en els mitjans de comunicació. No vol en cap cas atacar a la llibertat de premsa, però només per trobar i corregir qualsevol incitació a l'odi i la discriminació. També s'assegura de que qualsevol document negacionista de l'holocaust es retiri de la venda.

## Finançament
LICRA es finança principalment per les ajudes estatals. LICRA rep prop de 500.000 euros a l'any per part del govern francès.